# Paroisse du Sacré-Cœur de Kinshasa
La paroisse du Sacré-Cœur de Kinshasa est une église catholique située dans la commune de Gombe, à Kinshasa, en république démocratique du Congo (RDC). Faisant partie de l'archidiocèse de Kinshasa, cette paroisse joue un rôle central dans la vie spirituelle, culturelle et sociale de la communauté catholique locale.

## Historique
La paroisse du Sacré-Cœur a été fondée le 17 décembre 1932 au milieu du XXe siècle pour répondre aux besoins spirituels des habitants de Gombe, alors une zone résidentielle en plein essor dans la ville de Kinshasa. L'église tire son nom du dévouement au sacré-Cœur de Jésus, un symbole majeur dans la tradition catholique.
Depuis sa création, la paroisse a connu plusieurs extensions et rénovations pour accueillir un nombre croissant de fidèles. Elle est reconnue pour son architecture remarquable et son atmosphère empreinte de recueillement.

## Architecture
Le bâtiment de l'église est un mélange de styles architecturaux modernes et traditionnel,. Il se distingue par :
- Une façade ornée de vitraux représentant des scènes bibliques et des symboles du Sacré-Cœur de Jésus.
- Un clocher majestueux visible depuis plusieurs quartiers de Gombe.
- Un intérieur spacieux, conçu pour favoriser le recueillement et l'adoration, avec une décoration sobre et élégante.

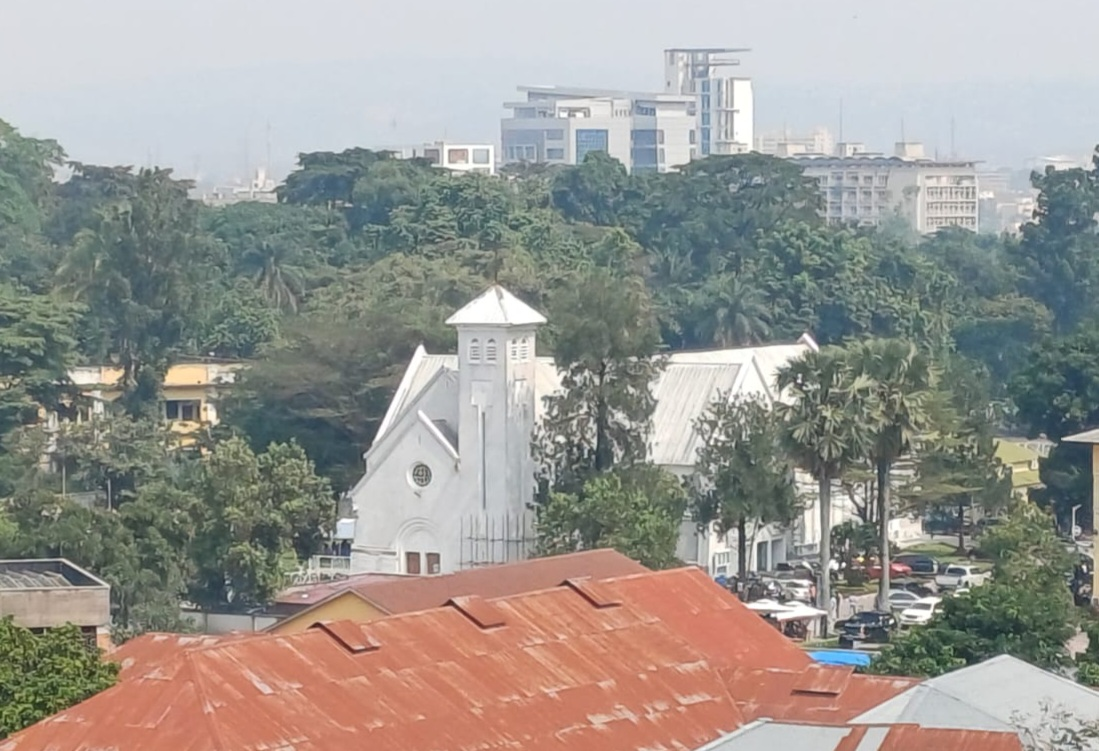
La paroisse du Sacré-Cœur vue d’en haut.
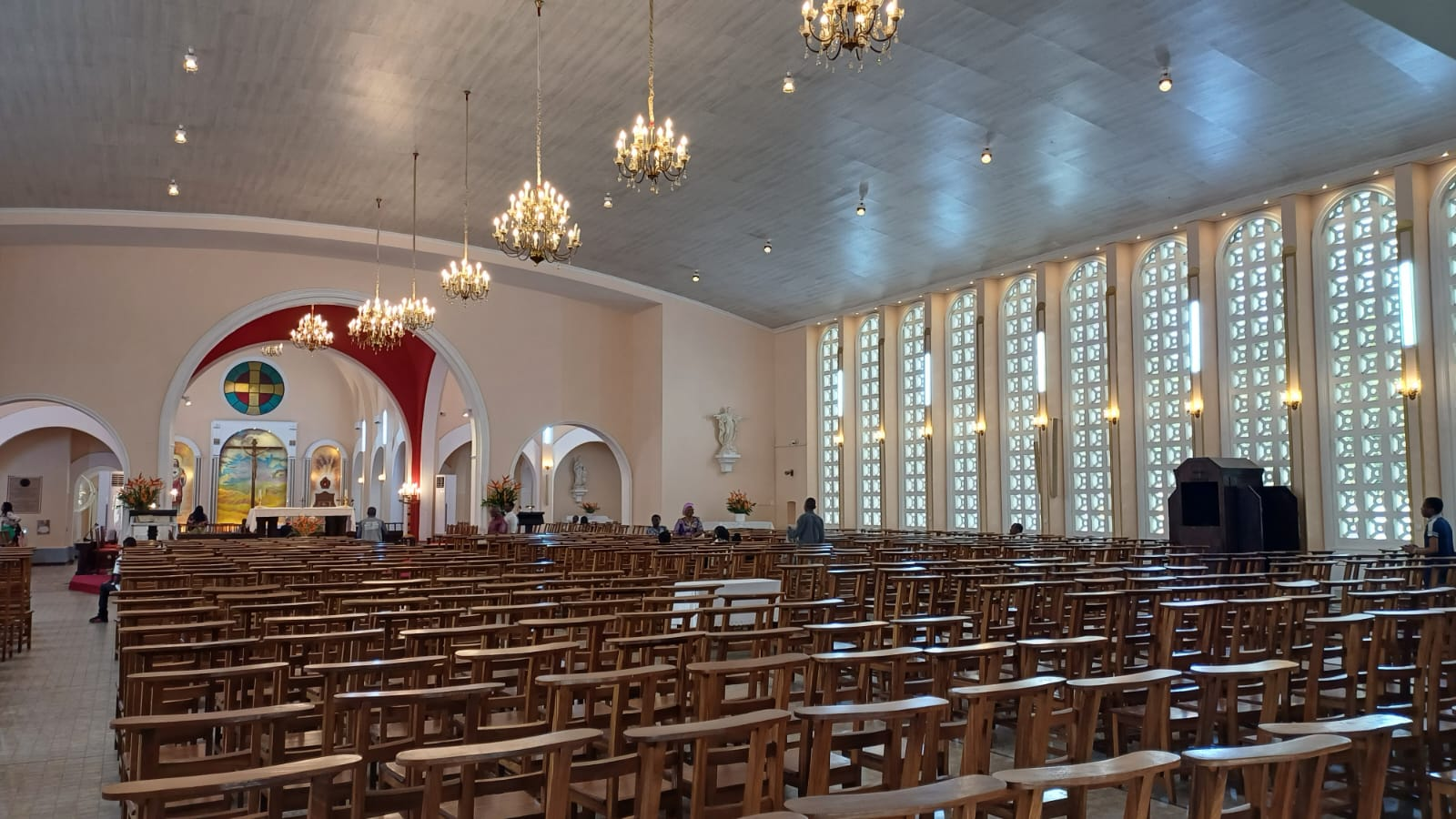
L'intérieur de la paroisse.
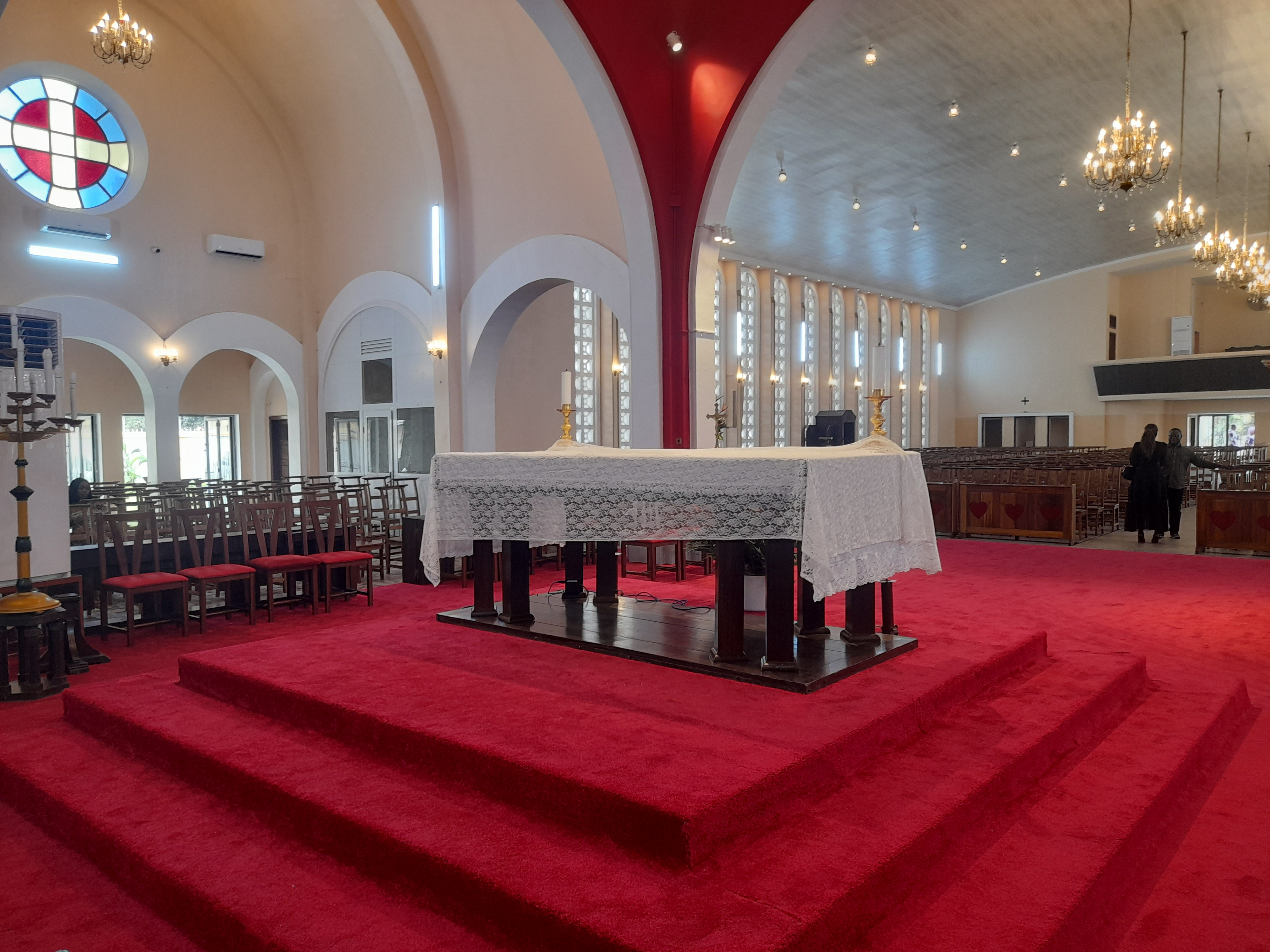
Maître-autel de la paroisse.

## Activités pastorales
La paroisse du Sacré-Cœur de Gombe propose une gamme variée d'activités religieuses et communautaires : 
- Célébrations liturgiques : La messe est célébrée quotidiennement, avec une affluence particulièrement forte lors des offices dominicaux et des fêtes religieuses[5].
- Catéchèse : Des programmes de formation religieuse sont offerts aux enfants, adolescents et adultes, notamment en préparation aux sacrements (baptême, confirmation, mariage).
- Adoration eucharistique : Un temps de prière silencieuse devant le Saint-Sacrement est régulièrement organisé
- Groupes et mouvements : La paroisse abrite plusieurs groupes actifs, tels que les chorales, les associations de jeunes, les groupes de prières charismatiques, et des initiatives caritatives[6]

## Engagement social
En plus de son rôle religieux, la paroisse du Sacré-Cœur s'engage dans des projets sociaux pour soutenir la communauté locale. Elle organise :
- Des œuvres caritatives pour les personnes en situation de précarité.
- Des campagnes de sensibilisation sur des thématiques telles que la santé, l’éducation et la justice sociale.
- Un soutien aux jeunes à travers des activités sportives, culturelles et éducatives.

## Rayonnement
Grâce à son emplacement stratégique au cœur de Kinshasa et à sa riche histoire, la paroisse du Sacré-Cœur de Gombe est l’une des églises les plus fréquentées de la capitale congolaise. Elle accueille non seulement les fidèles de Gombe, mais aussi des visiteurs venant d’autres communes et pays.

## Adresse et contacts
- Adresse : Avenue Père Boka, Gombe, Kinshasa, République démocratique du Congo.
- Horaires : Les messes dominicales sont célébrées à 7h, 9h30 et 18h.